# کمان زنبورکی

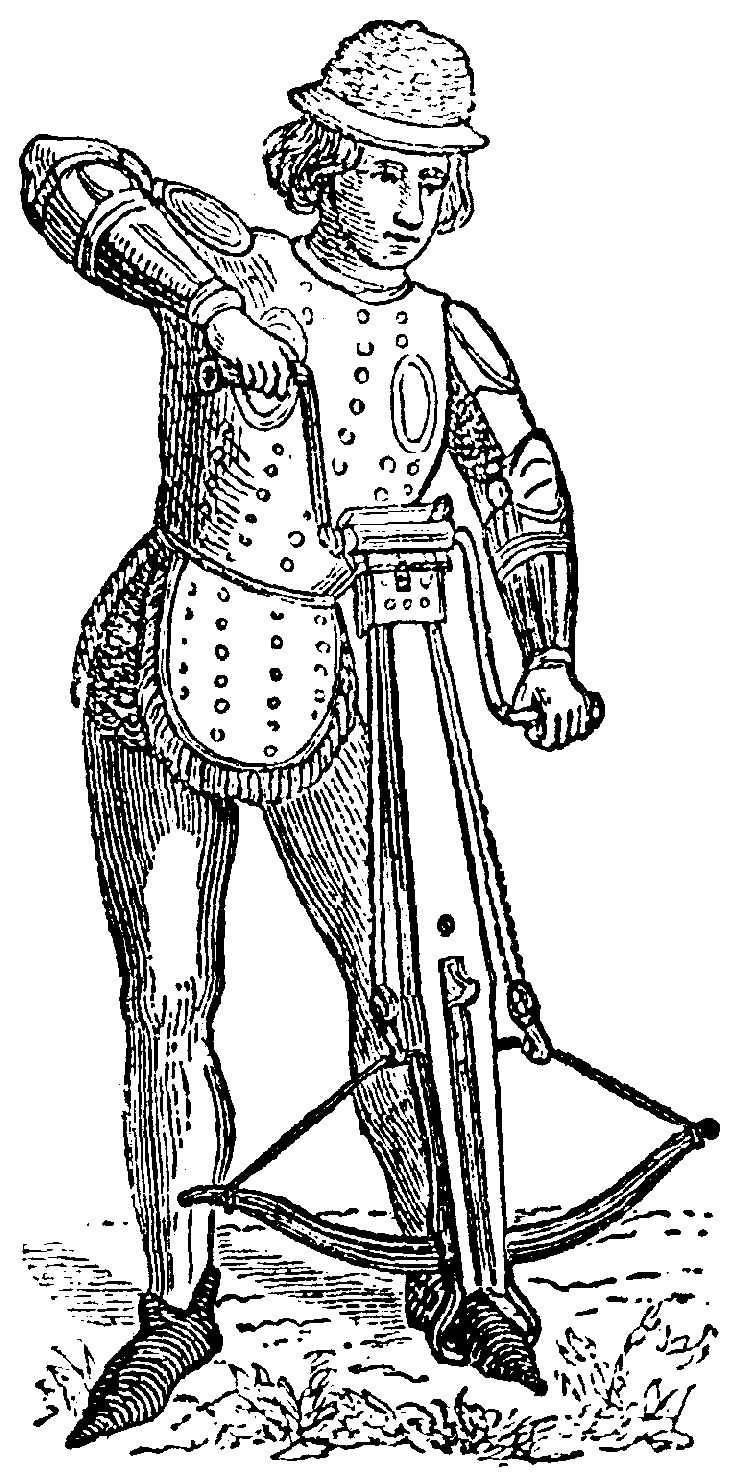
سربازی در حال کوک مکانیکی کمان

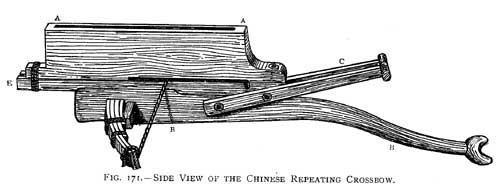
چو-کو-نو(連弩)

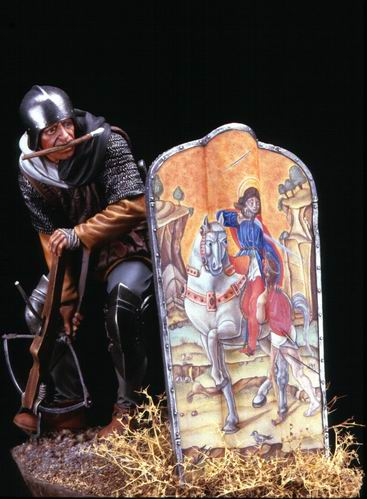
یکی از پادشاهان فرانسه با این کمان مورد سوءقصد قرار گرفته و کشته شد همین امر باعث شد تا پاپ آنرا سلاح شیطان نام نهد.

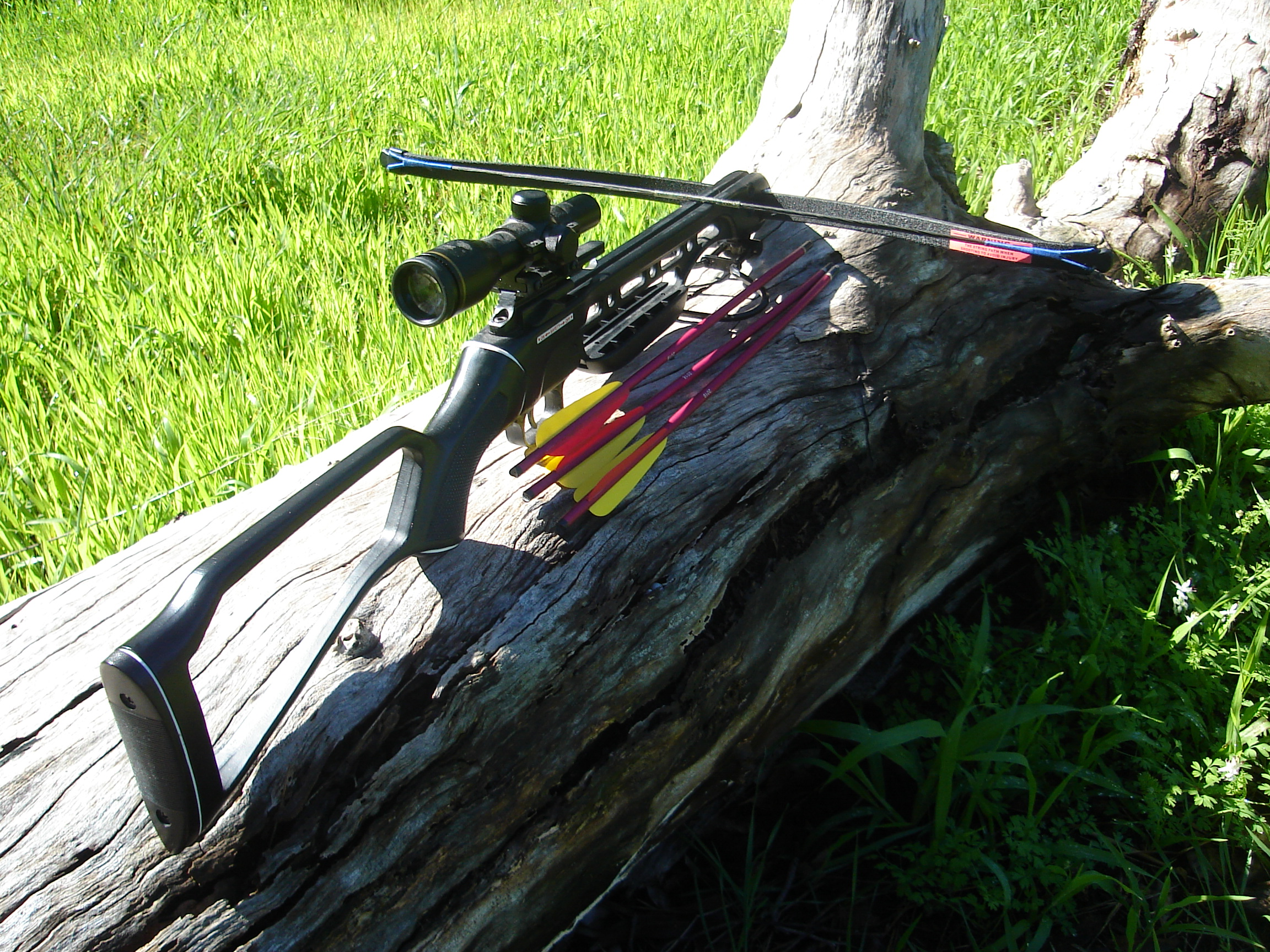
یکی از ساده‌ترین کمان‌های زنبورکی امروزی

کمان زنبورکی یا کمان پولادی یا کمان صلیبی یا زوبین (به انگلیسی: Crossbow) نوعی سلاح دوربرد است که در ابتدا اواخر سده سوم پیش از میلاد توسط چینی‌ها ابداع شد و به شکل گسترده پس از جنگ‌های صلیبی در قرون وسطی در اروپا و سپس در عثمانی و ارتش‌های اسلامی مورد استفاده قرار گرفت. در ارتش‌های گذشته، رسته کماندارانی که از اینگونه کمان‌ها استفاده می‌کردند، به کماندار صلیبی مشهور بودند.
کمان صلیبی گونه‌ای ابزار مکانیکی برای پرتاب تیرهای چوبی یا فلزی است که یک قنداق امکان نگاه داشتن سلاح در حالت بارگذاری‌شده بدون کشیدن و محکم نگاه داشتن زه را فراهم می‌آورد. این مسئله کمان صلیبی را قدرتمندتر از کمان پیشین می‌کند اما سرعت بارگذاری مجدد آن را کاهش می‌دهد. قدرت این کمان سبب اختراع تیرهایی با قدرت برای سوراخ کردن زره‌های شوالیه‌ها و پایان تسلط شوالیه‌ها بر جنگ‌ها شد.
کاربرد کمان صلیبی تا اواخر سده شانزدهم در میدان‌های نبرد از میان رفت. پس از فراگیرشدن سلاح‌های آتشین این سلاح برای شکار و تیراندازی به‌کار رفت. نمونه محدود مصرف نظامی آن را می‌توان در جنگ‌های پس از کشف قاره آمریکا (به علت محدودیت باروت) و جنگ جهانی اول (به عنوان سلاح بی‌صدا و به صورت بسیار محدودتر) دید. امروزه کمان‌های زنبورکی نوین، در شکار و تیراندازی مورد مصرف قرار می‌گیرند.

## انواع کمان زنبورکی‌ها
به‌طور کلی کمان زنبورکی‌ها همانند کمان‌ها به دو دسته دوخم (recurve crossbow) و ترکیبی (compound crossbow) طبقه‌بندی می‌شوند. امروزه اکثر کمان زنبورکی‌هایی که تولید می‌شوند از نوع ترکیبیی می‌باشند. دلیل مقبولیت کمان زنبورکی‌های ترکیبی قدرت بسیار بیشتر آنها در مقایسه با نمونه‌های دوخم می‌باشد.

## نگارخانه

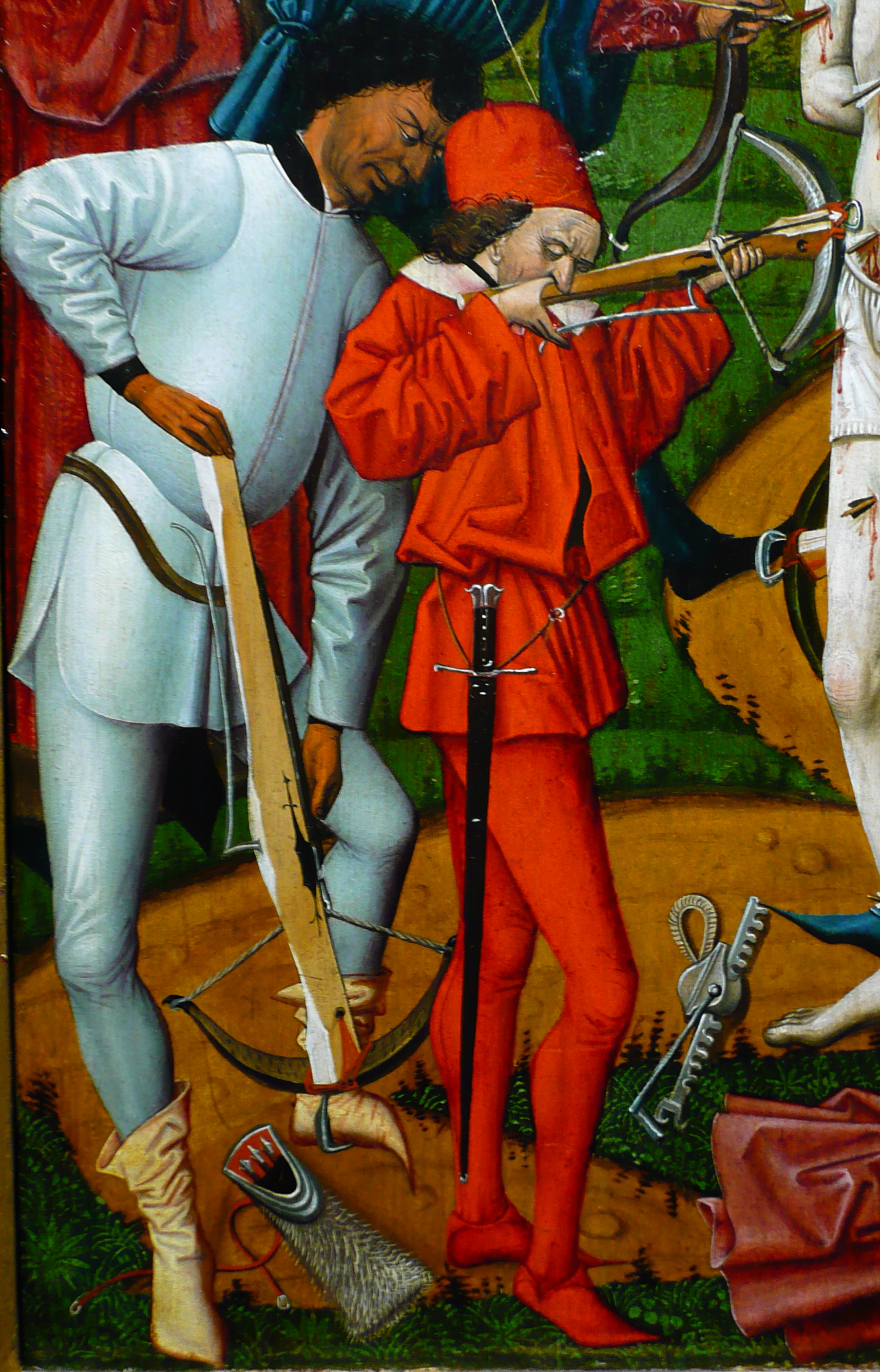
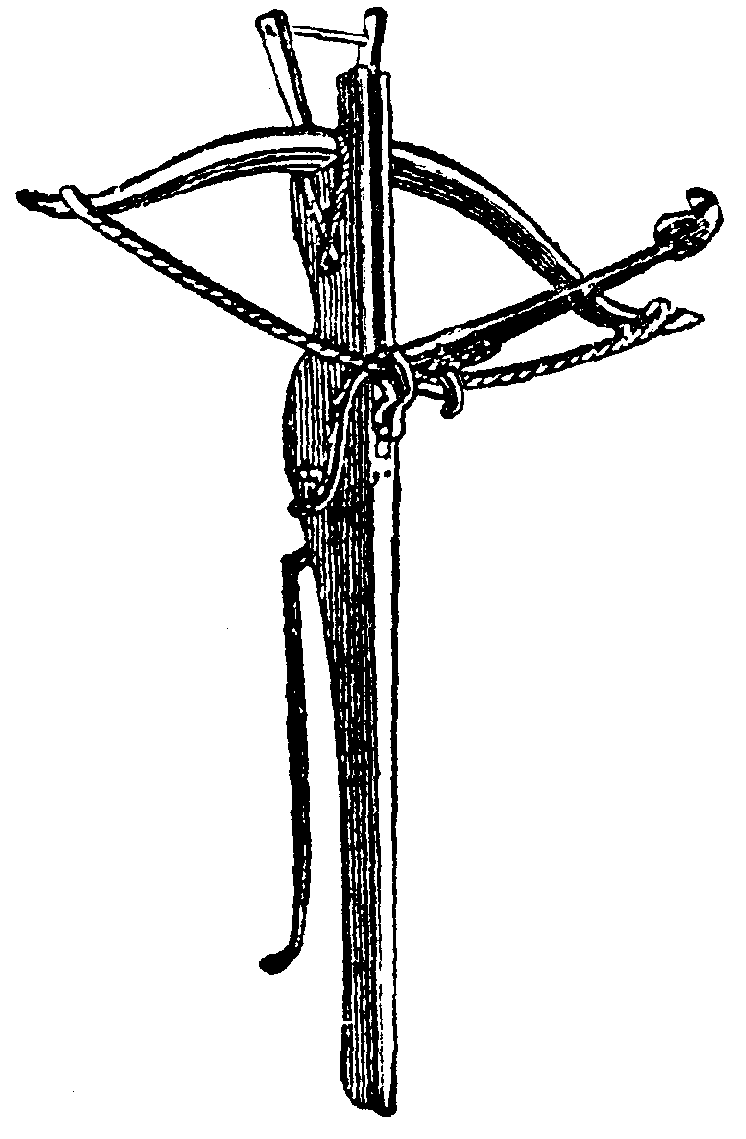
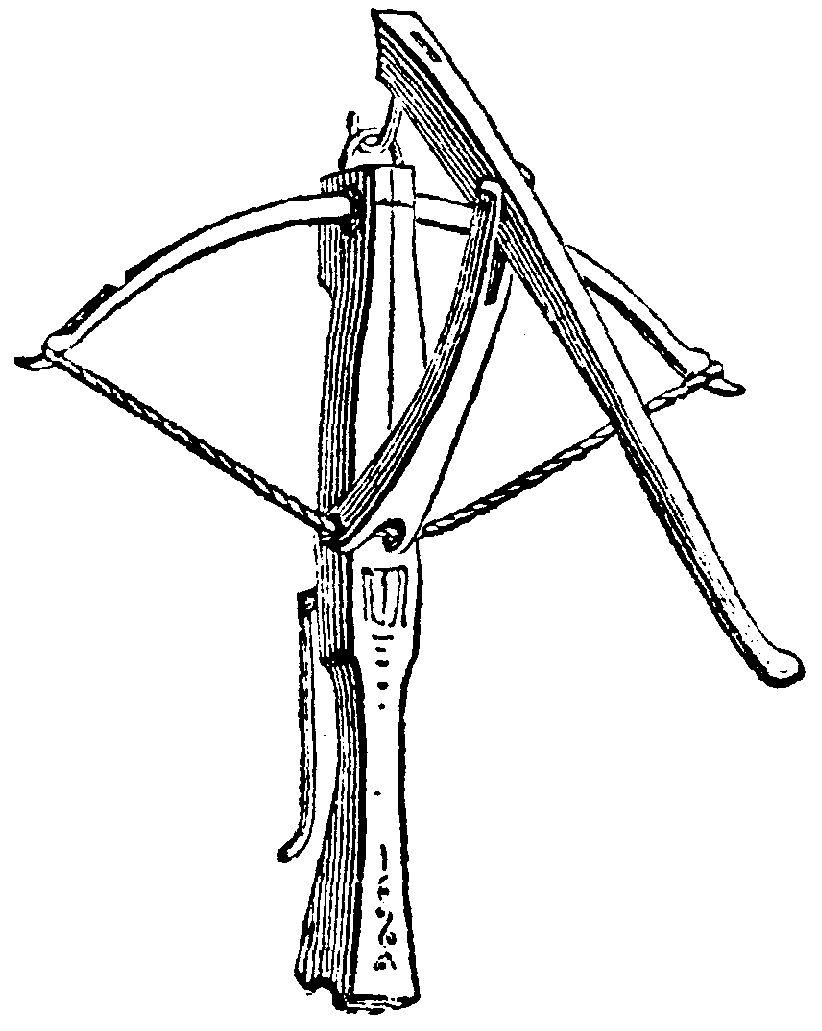
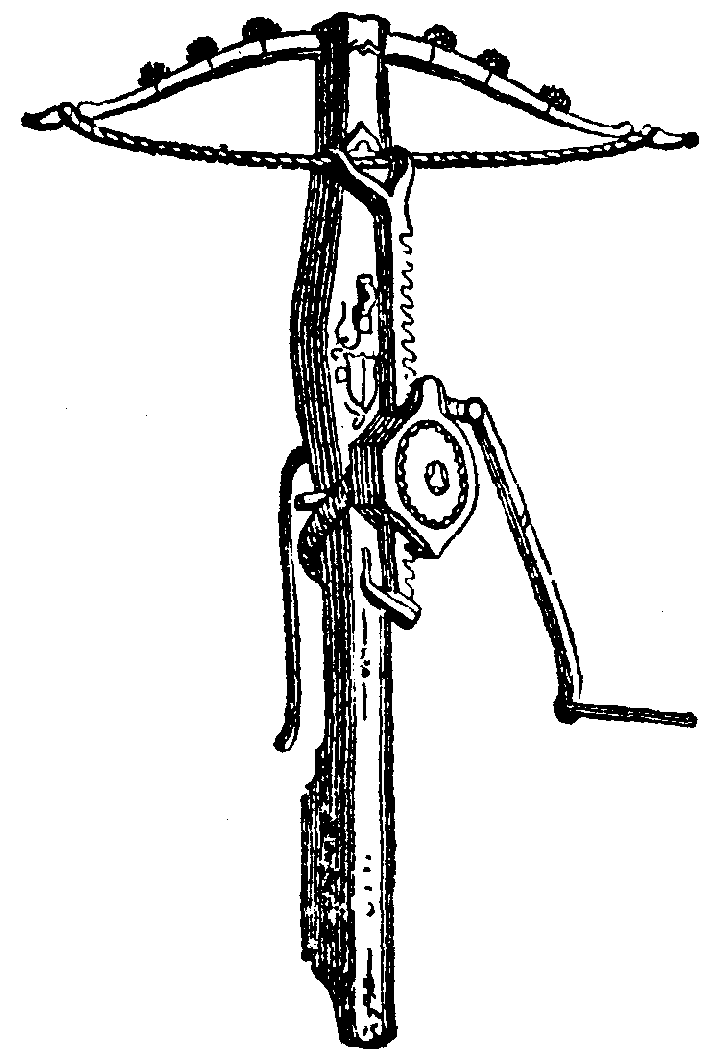
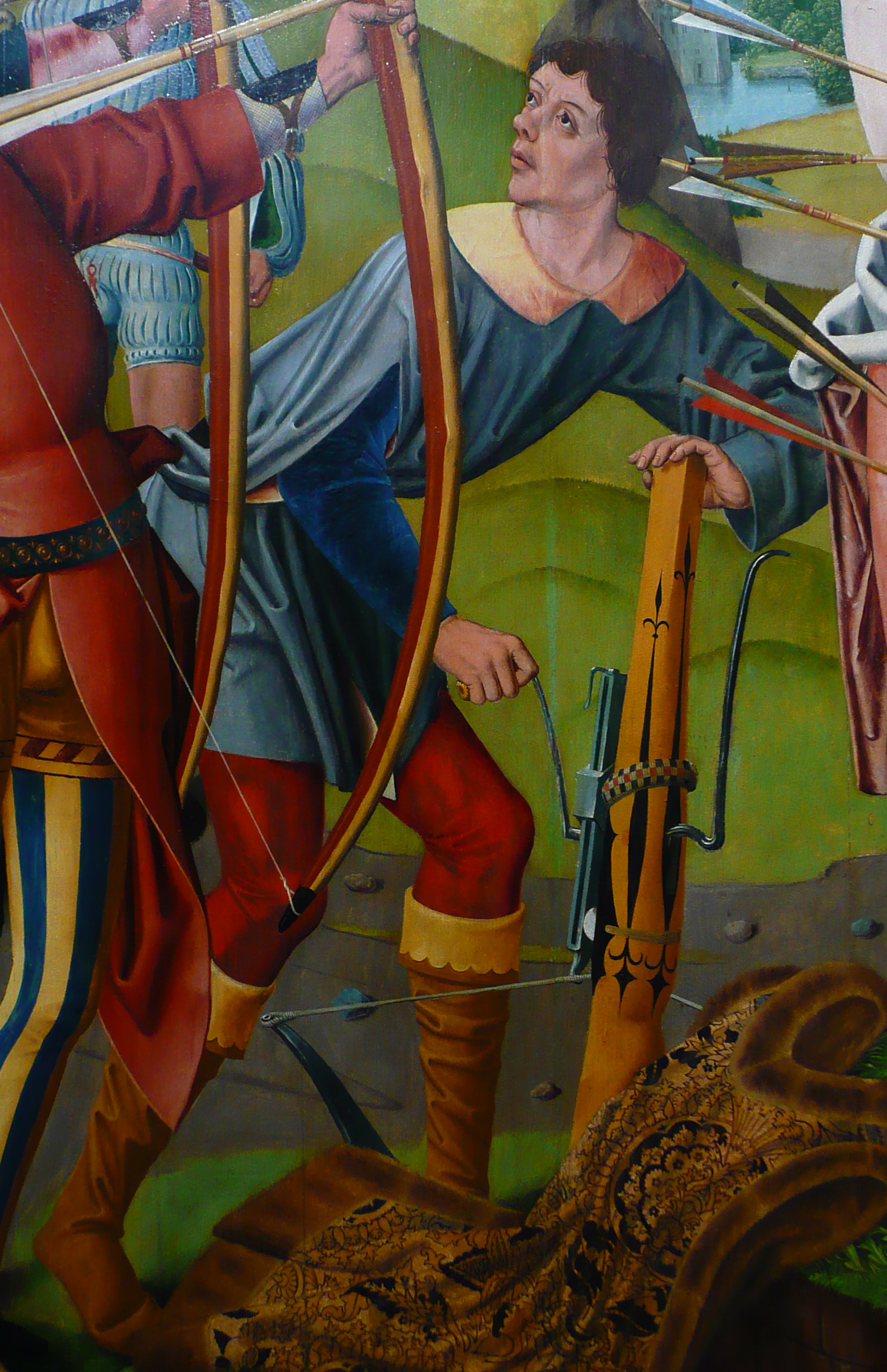
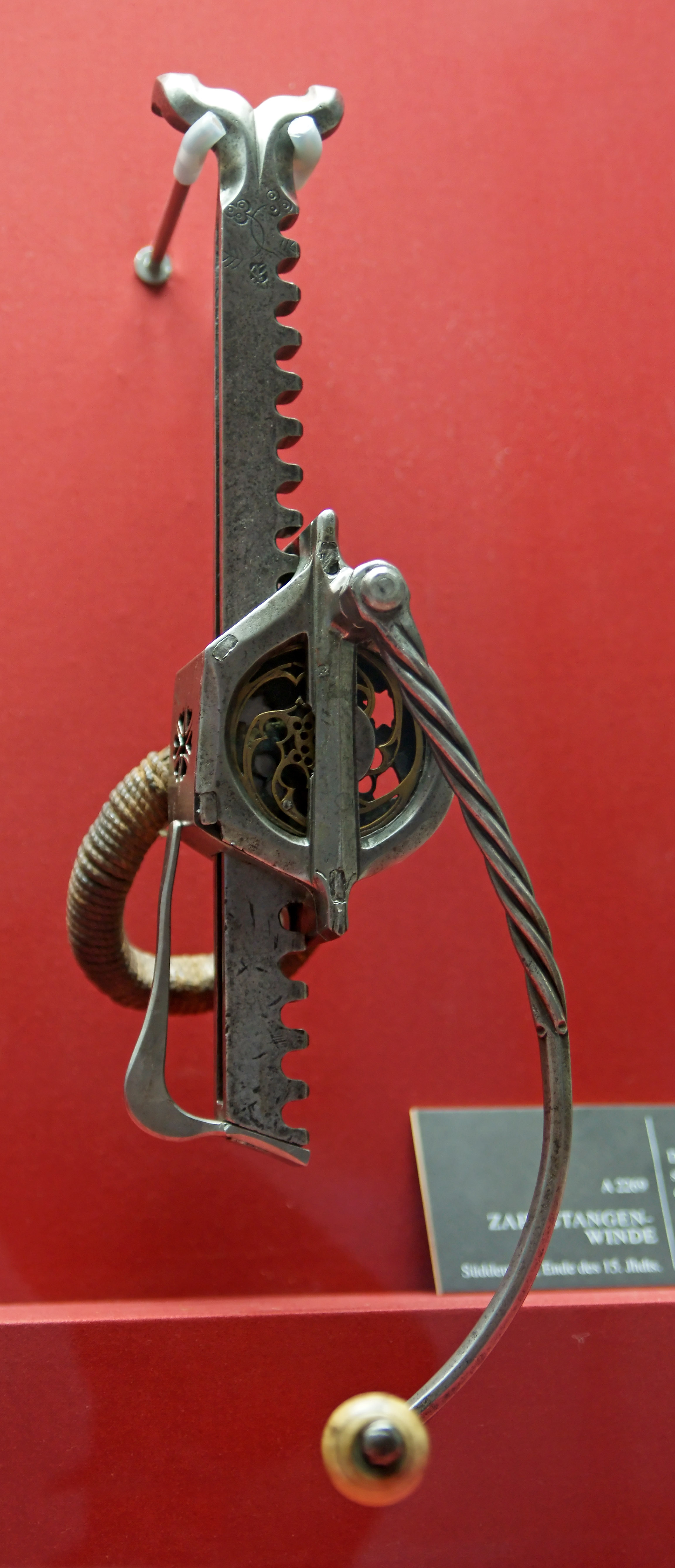

1. 1 2 3  Ford & Gillbert 2006, p. 8.
2. ↑  The Grand National Archery Society Rules of Shooting, Section 104, 2002
3. ↑  "Field Crossbow 2005 Art. 322 Shooting Position 322.1", IAU Competition Rules
4. ↑  "Who uses crossbows?", World Crossbow Shooting Association, archived from the original on 2008-07-19
5. ↑  "Constitution & Rules Chapter 15, Target Crossbow", Archery Australia, 2007
6. ↑  "Crossbow Shooting Rules", Archery New Zealand Inc., 2003, chapter 14